# Коссакова Ірина Андріївна
Ірина Андріївна Стечинська, у шлюбі Коссакова (Коссак) (6 серпня 1892, м. Монастириська — 15 жовтня 1959, м. Станіслав, нині: Івано-Франківськ) — українська драматична акторка. Дочка Елеонори та Андрія Стечинських, сестра Софії Стадникової, дружина Василя Коссака.

## Життєпис
1909 p. закінчила дівочий ліцей у м. Перемишль.
Працювала (1911—1919) у театрі товариства «Руська бесіда» у м. Львів, пересувних трупах Василя Коссака (1919—1924, 1928—1932), театрах оперети (1933–1934 рр.), «Веселка» Н. Горницького (1935), «Артистичне турне» Йосипа Стадника (1937—1939), Станіславському музично-драматичному театрі ім. І. Франка (1939—1941, 1944—1949, нині Івано-Франківський театр), гастролювала на Тернопільщині. З 1932 року — запрошена акторка «Театру рев'ю та оперети» під керівництвом Богдана Сарамаги.
Серед ролей:
- Настя («Мати-наймичка» І. Тогобочного за Т. Шевченком),
- Терпилиха («Наталка Полтавка» Івана Котляревського),
- Лимериха («Лимерівна» Панаса Мирного),
- Леді Мільфорд («Підступність і кохання» Шиллера).